# NGC 3167
NGC 3167 je jedan do danas nepotvrđen objekt u zviježđu Malom lavu. Sva promatranja poslije nisu na tom položaju uočila nikoji objekt.

## Vanjske poveznice
- (eng.) NASA/IPAC Extragalactic Database
- (eng.) SIMBAD Astronomical Database
- SEDS: NGC 3167